# Aeroport de Lobito
L'aeroport de Lobito (codi IATA: LLT, codi OACI: FNLB) és un aeroport que serveix Lobito, a la província de Benguela a Angola.

## Accidents i incidents
- El 15 de desembre de 1994 un Basler BT-67 N96BF de SL Aviation Services va ser danyat sense possibilitat de reparació en un accident quan va enlairar-se sense prou velocitat. Tots dos tripulants van morir.[1]
- El 21 d'agost de 1995 un Douglas DC-3 que havia estat convertit a motors de turbohèlice es va estavellar a l'aeroport de Lobito.[2]